# Мала Кужелівка
Мала́ Кужелівка — село в Україні, у Дунаєвецькій міській територіальній громаді Дунаєвецького району Хмельницької області. Населення становить 413 осіб (з 226 дворів).

## Загальні відомості

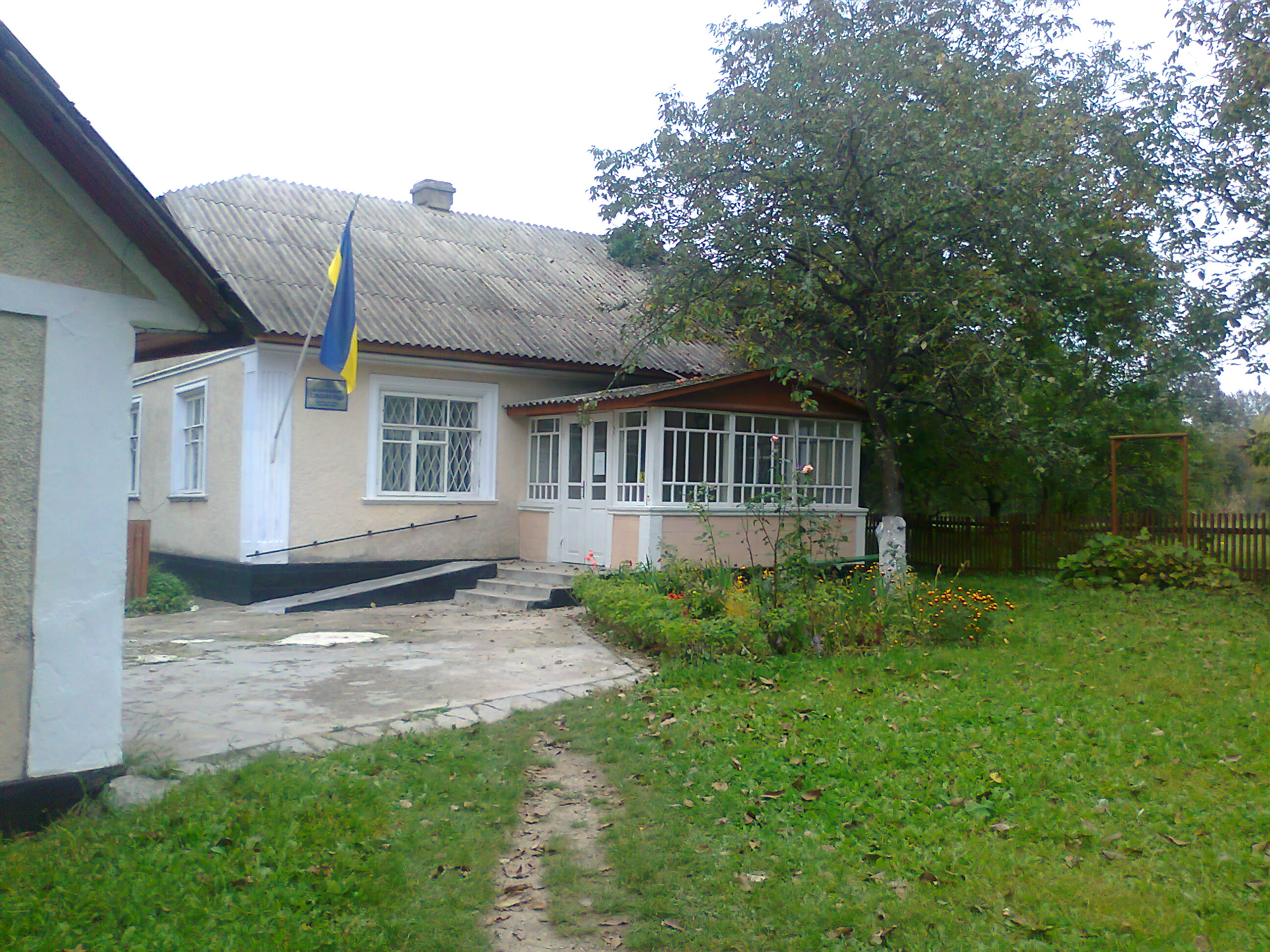
Приміщення старостату в Малій Кужелівці

Мала Кужелівка є центром однойменного старостинського округу, утвореного у 2015 році, до якого входять чотири поселення: Мала Кужелівка, Руда-Гірчичнянська, Синяківці, Ярова Слобідка.
Площа Малокужелівського старостинського округу складає 38,058 км².
Населення Малокужелівського старостинського округу: 747 осіб (станом на 2015 рік), в тому числі село Мала Кужелівка - 390 мешканців, село Синяківці - 219 мешканців, село Руда-Гірчичнянська - 110 мешканців, село Ярова Слобідка - 28 мешканців.
Протягом 1922—2015 років Мала Кужелівка була центром Малокужелівської сільської ради.

## Походження назви
Назва села походить від назви літописного містечка Кружель, яке було зруйноване половецьким ханом Боняком (шолудивий Буйняк, як його прозвали у народі). Більша частина мешканців, що врятувалися, заховалися на пагорбах, в урочищах, і заснувала село Велику Кужелову. Менша частина мешканців Кружеля переселилася за ліс і утворила село Малу Кужелівку.
Тривалий час протягом XV — XVI століть Мала Кужелівка в історичних документах йменувалася як Кужелова.
Власне історія Малої Кужелівки нерозривно пов'язана з історією Великої Кужелеви. Тривалий час ці обидва села поділяли однакову долю, належали одним і тим самим власникам, і їх тісно зв'язують родинні та сімейні зв'язки.

## Символіка

### Герб

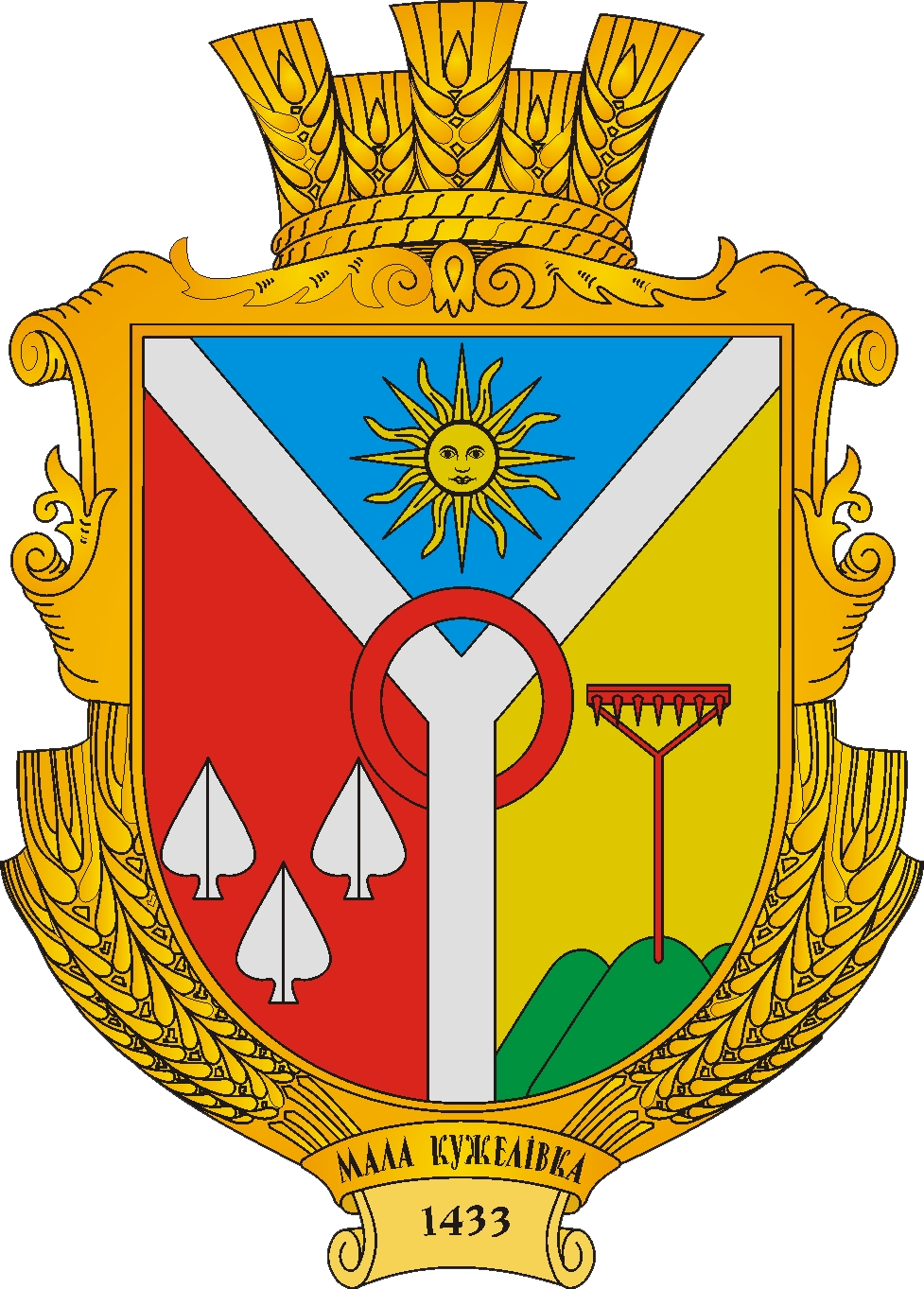

Щит розділений вилоподібним срібним хрестом, рамена якого переплетені в центрі червоним кільцем. У першій лазуровій частині золоте усміхнене сонце з шістнадцятьма променями, прямими і хвилястими перемінно. У другій червоній частині три срібних рала вістрями догори, два і одне. У третій золотій частині три зелених пагорби, з середнього виходять червоні граблі у стовп, зубцями догори. Щит вписаний в декоративний картуш і увінчаний золотою сільською короною. Унизу картуша напис «МАЛА КУЖЕЛІВКА» і дата «1433». Автор — Олег Мельник.
Герб не затверджений сесією міської ради.

### Прапор

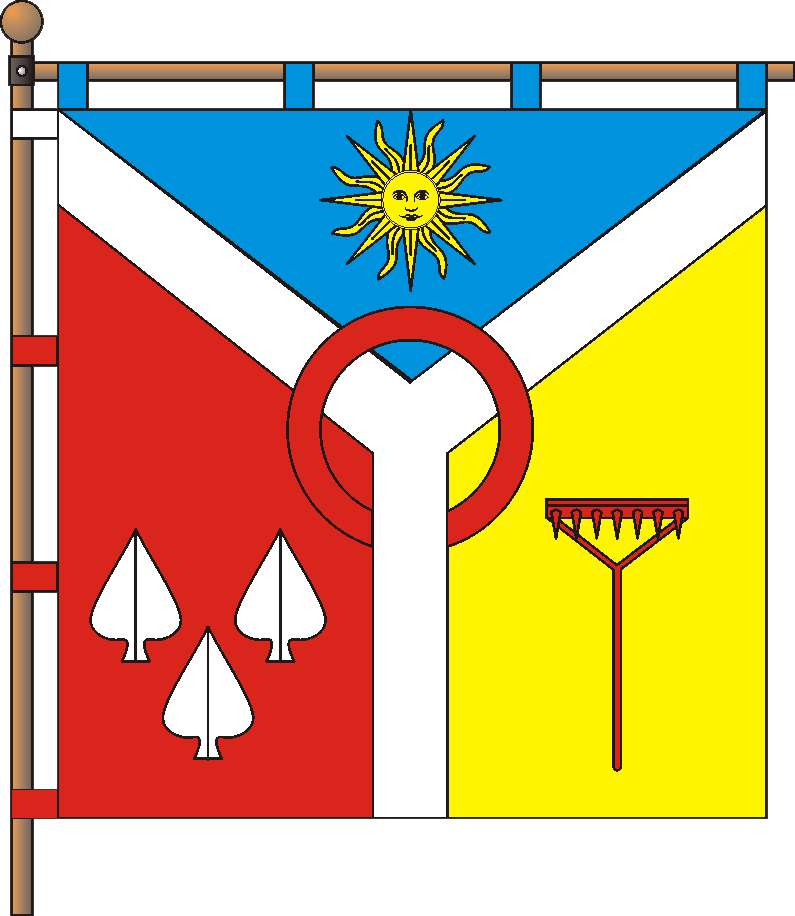

Квадратне полотнище поділене білим вилоподібним хрестом, рамена якого переплетені червоним кільцем. На верхній синій частині жовте усміхнене сонце з шістнадцятьма променями, прямими і хвилястими перемінно. На древковій червоній частині три білих рала вістрями догори, два і одне. На третій жовтій частині червоні вертикальні граблі зубцями догори. Ширина рамен хреста дорівнює 1/10 від ширини прапора.
Прапор не затверджений сесією міської ради.

### Пояснення символіки
Сонце — символ Поділля. Вилоподібний хрест — знак розташування села на злитті двох річок, Ушки та Ушиці. Круг символізує літописне місто Кружіль (Кужель), знищене половецьким ханом Боняком; від цього міста і пішла назва села Мала Кужелівка. Три рала — родовий символ власників Вільчевських, граблі на пагорбах — родовий символ власників Вацовських, оскільки ці дві родини спільно володіли селом. Корона означає статус населеного пункту.
На прапорі повторюються кольори герба.

## Географія

### Територія

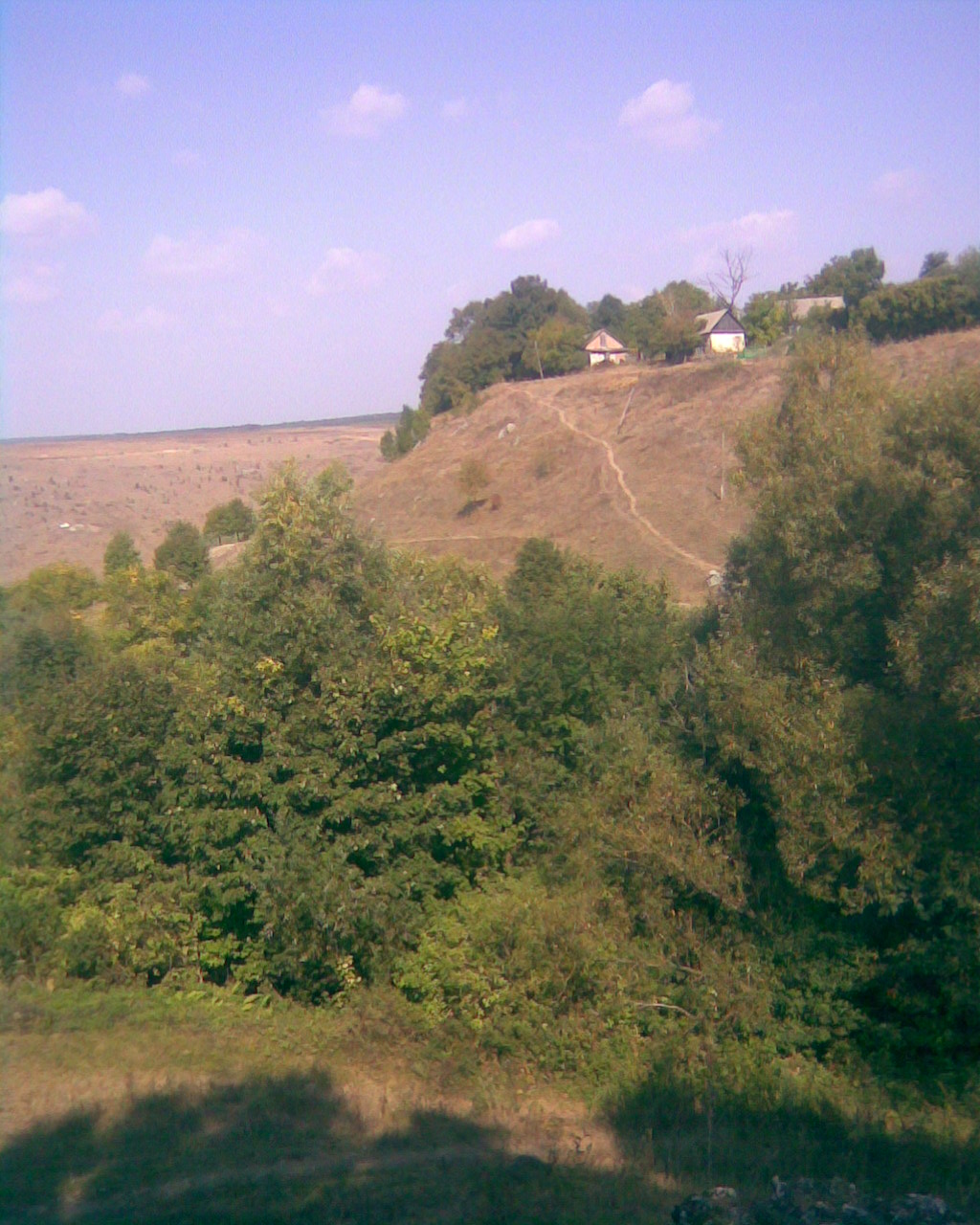
Північна частина Малої Кужелівки - Гора

Територія сільських земель Малої Кужелівки розташована досить компактно. Її протяжність із заходу на схід становить 5 кілометрів та з півночі на південь — 5 кілометрів. Площа Малої Кужелівки становить 189,2 гектарів, в тому числі 86,8 гектарів — це землі у власності громадян, 14,3 гектарів — землі загального користування та 81,9 гектарів — резервні території. Площа Малокужелівських земель становить 1462,1 гектарів (включаючи 455,0 гектарів земель лісів Кам'янець-Подільського лісгоспзагу), з них 581,5 — орні землі, 62,5 — ліси, 37,4 — сади, 34,9 — луки та пасовища і 100,1 — інші землі.
В Малій Кужелівці нараховується 11 вулиць загальною довжиною близько 10 кілометрів, зокрема:
- вулиця Богдана Хмельницького — 0,85 кілометра;
- вулиця Героїв-Визволителів — 1,1 кілометр;
- вулиця Нагірна — 0,85 кілометра;
- вулиця Незалежності — 0,9 кілометра;
- вулиця Нова — 0,75 кілометра;
- вулиця Олександра Бідного — 0,9 кілометра;
- вулиця Північна — 0,75 кілометра;
- вулиця Подільська — 1,4 кілометра;
- вулиця Польова — 0,6 кілометра;
- вулиця Садова — 0,6 кілометра;
- вулиця Шевченка — 1,1 кілометр.

### Географічне положення
Село Мала Кужелівка розташована на заході України, на півдні Хмельницької області, в північно-східній частині Дунаєвецького району. Землі Малої Кужелівки межують: на сході та півдні — із землями Великої Кужелеви, на півдні — із землями Соснівки, на південному заході — із землями Руди-Гірчичнянської, на заході та північному заході — із землями Синяківців, на півночі — із землями Гути-Морозівської, на сході — із землями Джуржівки Новоушицького району.
Через Малу Кужелівку проходить автомобільна дорога О-230623 Сивороги — Ярова Слобідка, за 6 кілометрів від села проходить автомобільна дорога Т-23-08 Гуків — Дунаївці — Могилів-Подільський. До найближчих сіл така відстань: до Синяківців — 2 кілометри, до Джуржівки — 4 кілометри, до Руди-Гірчичнянської — 4 кілометри, до Великої Кужелеви — 5 кілометрів, до Ярової Слобідки — 7 кілометрів. Відстань від Малої Кужелівки до районного центру — міста Дунаївці 18 кілометрів, до обласного центру — міста Хмельницький 81 кілометрів (через Дунаївці, через Підлісний Мукарів — 69 кілометрів), до Києва — 470 кілометрів (через Дунаївці та Хмельницький, через Нову Ушицю, Бар, Вінницю — 401 кілометр). Найближча залізнична станція Дунаївці на лінії Гречани — Кам'янець-Подільський розташована за 23 кілометри (через Підлісний Мукарів, через Дунаївці — 35 кілометрів).

### Рельєф

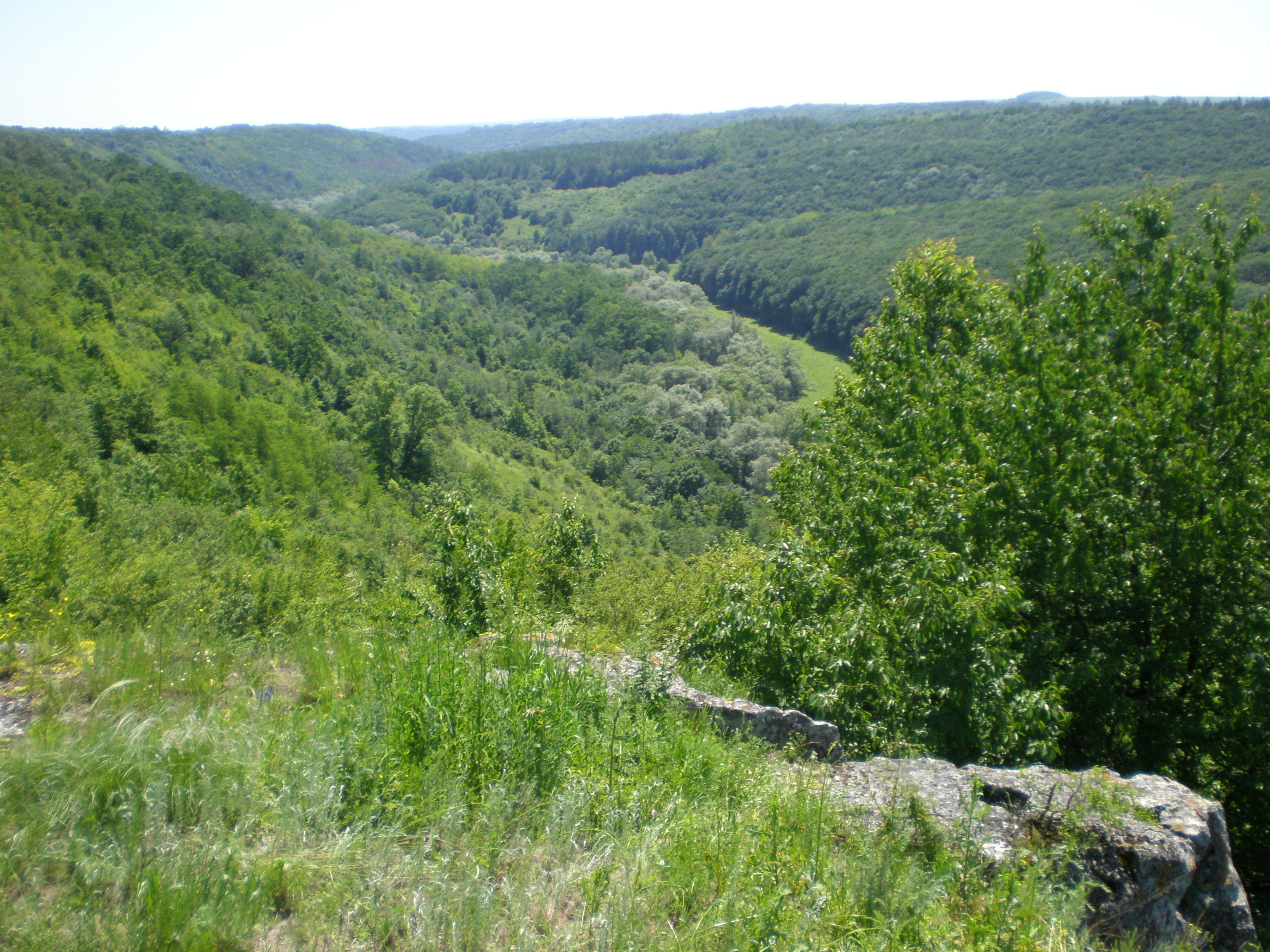
Долина річки Ушка поблизу Малої Кужелівки

Мала Кужелівка розташована в центральній частині Подільської височини (Придністровська височина), у нижній течії річки Ушки, при впадінні в неї правої притоки — річки Синявки, басейн Дністра). В тектонічному плані Мала Кужелівка лежить на Волино-Подільській плиті, яка утворилася в епоху каледонської складчастості.
Територія села — підвищена хвиляста лесова рівнина, порізана ярами та балками. Пересічні висоти становлять 200—300 метрів над рівнем моря. Абсолютна висота — 331,1 метр над рівнем моря. Амплітуда висот становить 165 метрів.
До несприятливих природних процесів, що проявляються на території Малої Кужелівки та сільських земель належать площинний змив, карстоутворення та лінійна ерозія (утворення ярів та балок).

### Корисні копалини

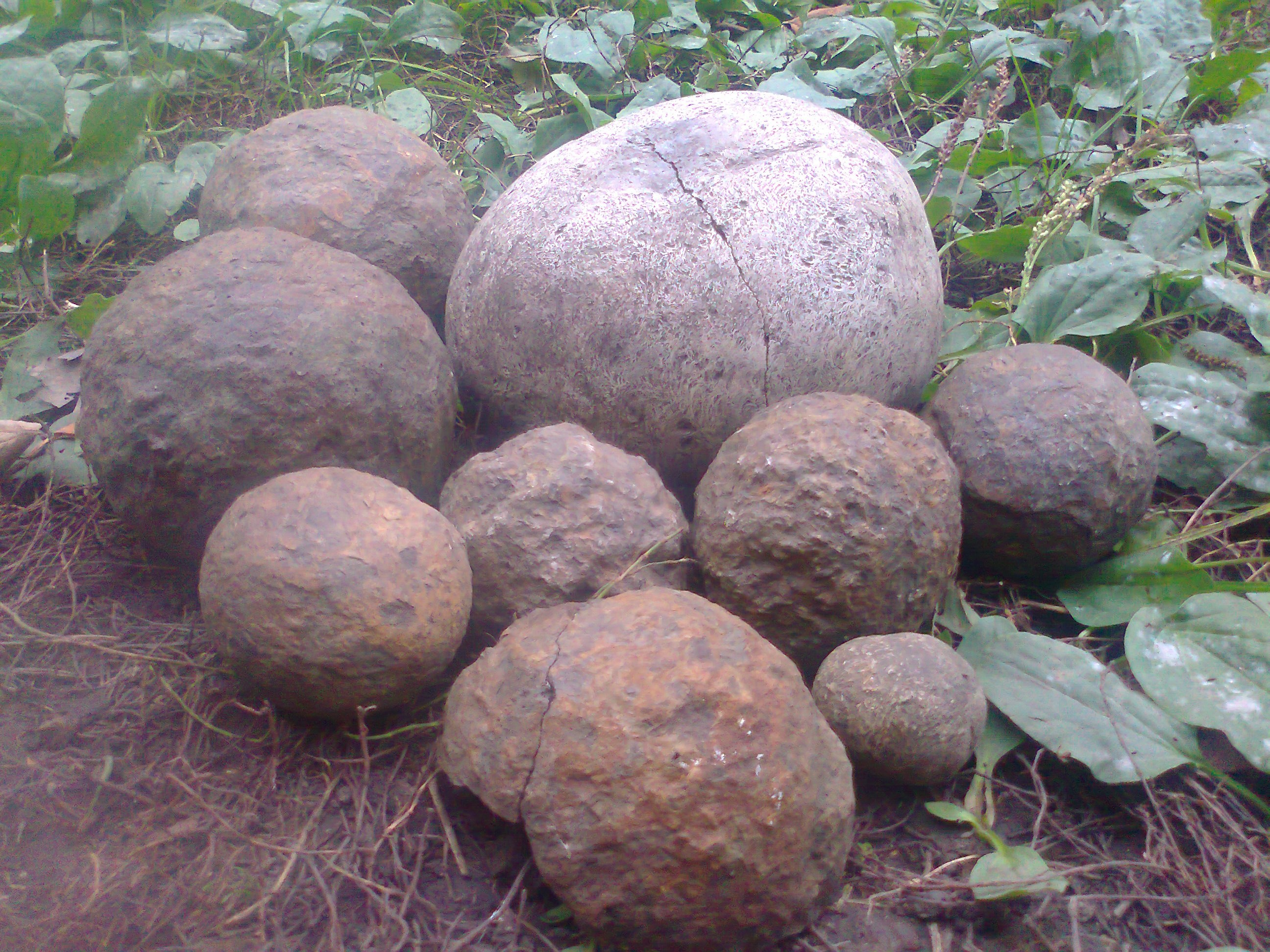
Малокужелівські фосфорити

Мала Кужелівка багата на поклади корисних копалин осадового походження. Вони представлені переважно нерудними корисними копалинами, які використовують у будівництві. Це зокрема глини, піски, пісковики, будівельний камінь. В долині річок Синявки та Ушки є поклади фосфоритів — корисних копалини осадового походження, котрі сформовані головним чином з фосфату кальцію (Ca3(PO4)2), однак вони тут не видобуваються.
Також в долинах річок Ушки та Синявки є багато джерел мінеральних вод.

### Клімат

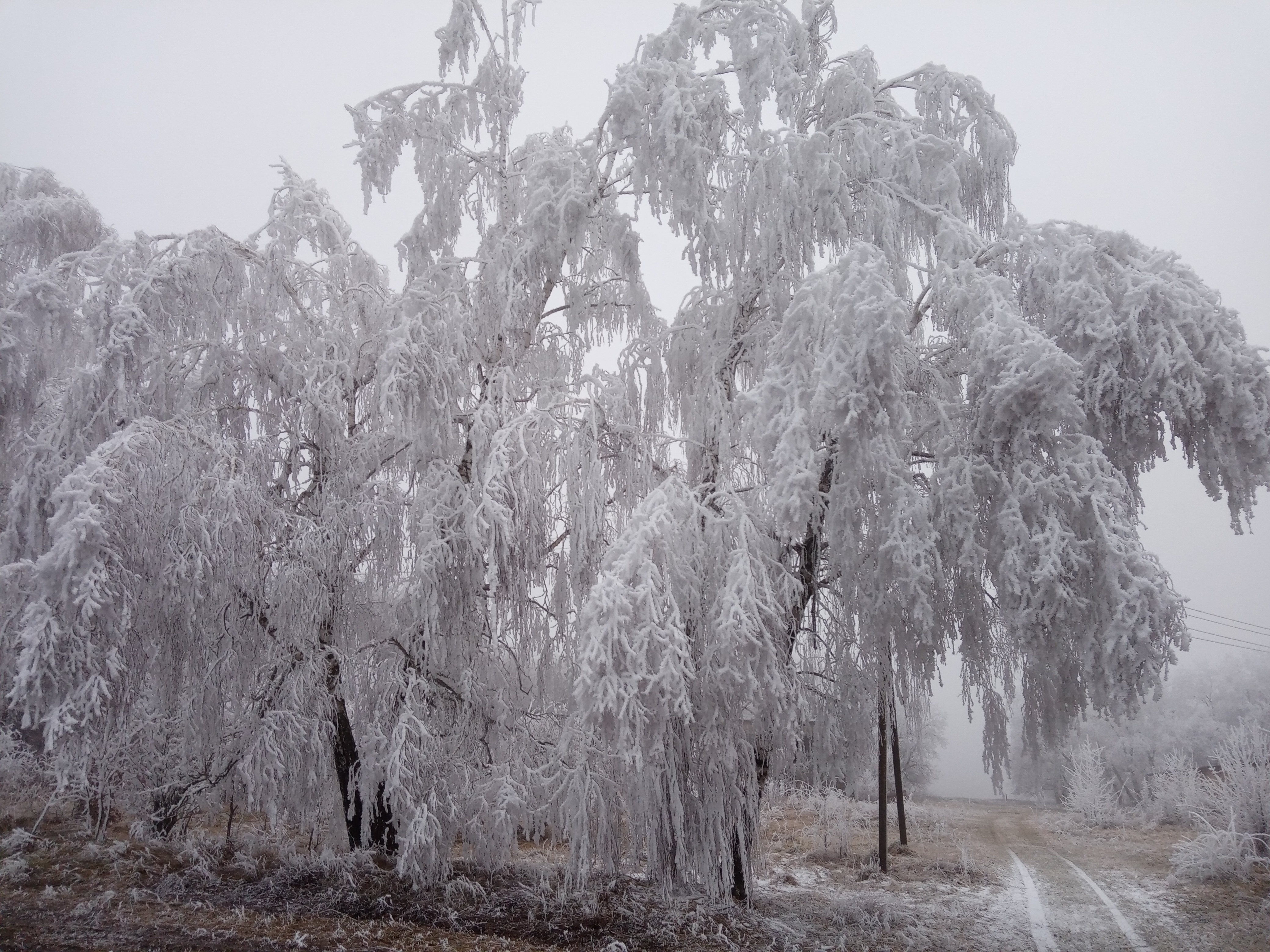
Паморозь в Малій Кужелівці

Клімат в Малій Кужелівці помірно континентальний. Пересічна температура січня — ‒5,6˚, липня — +18,9˚. Радіаційний баланс 40-45 ккал/см², сумарна сонячна радіація 100—105 ккал/см², кількість сонячного сяйва 1900—2000 годин в рік. Сума активних температур (вищих 10 °C) — 2600°. Число днів з температурою повітря вище 15 °C — 110, число днів з температурою повітря від 5 °C до 15 °C — 95. Середня тривалість безморозного періоду становить 170 днів на рік. Опадів випадає близько 560 міліметрів на рік.
Село належить до вологої, помірно теплої агрокліматичної зони (Передкарпатський вологий, теплий район). Ґрунтові та агрокліматичні ресурси сприяють розвитку у селі сільського господарства та рекреаційної діяльності.
| Клімат Малої Кужелівки                                              | Клімат Малої Кужелівки | Клімат Малої Кужелівки | Клімат Малої Кужелівки | Клімат Малої Кужелівки | Клімат Малої Кужелівки | Клімат Малої Кужелівки | Клімат Малої Кужелівки | Клімат Малої Кужелівки | Клімат Малої Кужелівки | Клімат Малої Кужелівки | Клімат Малої Кужелівки | Клімат Малої Кужелівки | Клімат Малої Кужелівки |
| Показник                                                            | Січ.                   | Лют.                   | Бер.                   | Квіт.                  | Трав.                  | Черв.                  | Лип.                   | Серп.                  | Вер.                   | Жовт.                  | Лист.                  | Груд.                  | Рік                    |
| Середня температура, °C                                             | −5,6                   | −4,2                   | 1,5                    | 10,2                   | 15,1                   | 18,3                   | 18,9                   | 19,1                   | 14,3                   | 8,0                    | 2,3                    | −2,6                   | 7,8                    |
| Норма опадів, мм                                                    | 45                     | 37                     | 36                     | 44                     | 55                     | 64                     | 62                     | 45                     | 42                     | 34                     | 42                     | 51                     | 560                    |
| ------------------------------------------------------------------- | ---------------------- | ---------------------- | ---------------------- | ---------------------- | ---------------------- | ---------------------- | ---------------------- | ---------------------- | ---------------------- | ---------------------- | ---------------------- | ---------------------- | ---------------------- |
| Джерело: Кліматичні дані Малої Кужелівки на сайті«www.meteoprog.ua» |                        |                        |                        |                        |                        |                        |                        |                        |                        |                        |                        |                        |                        |

### Поверхневі та підземні води

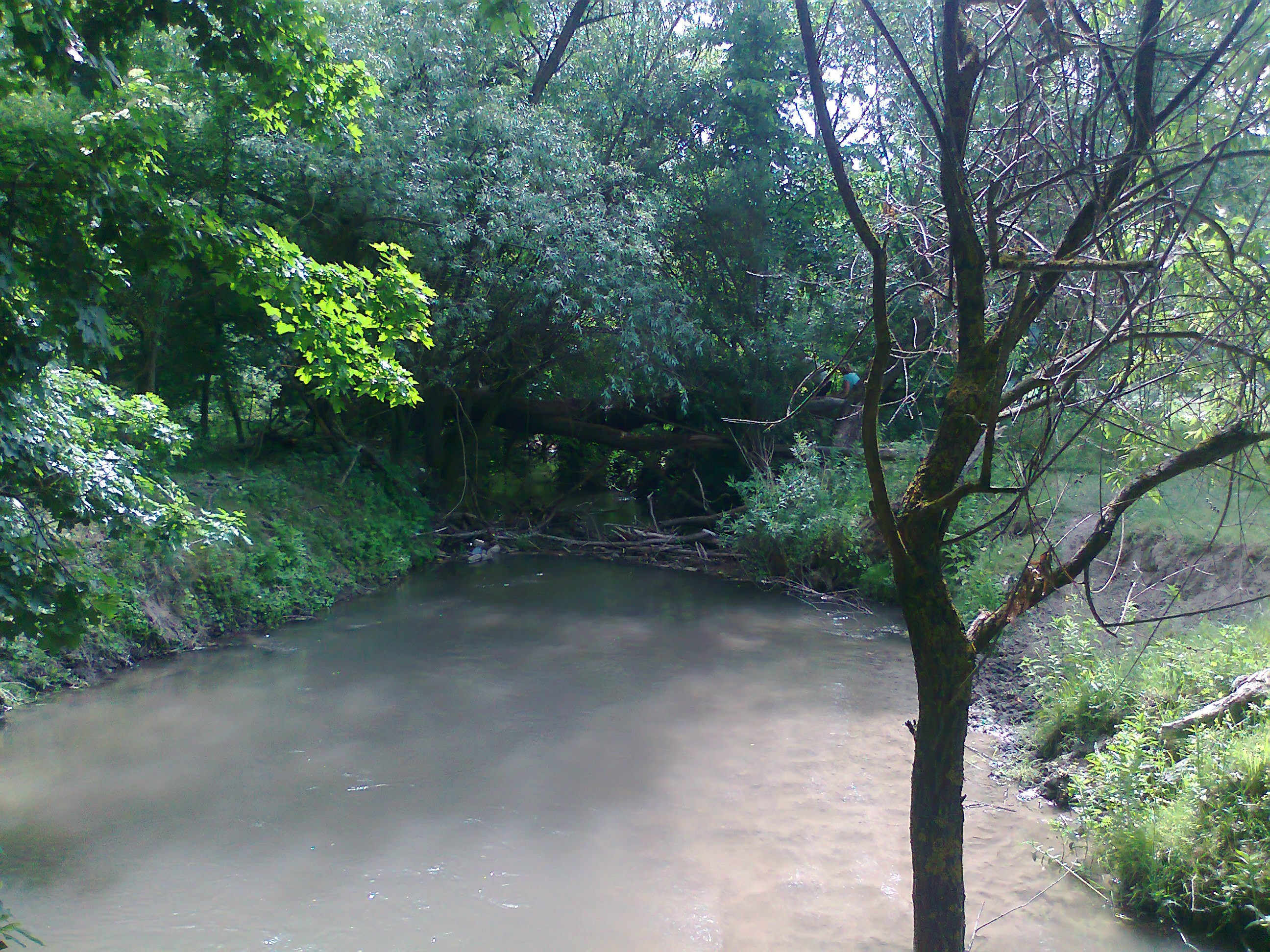
Річка Ушка біля Малої Кужелівки

Сільські землі Малої Кужелівки належать до басейну Дністра. Усі річки, котрі тут протікають, впадають у річку Ушицю — ліву дністровську притоку, котра протікає за 5 кілометрів на схід від Малої Кужелівки.
Північніше Малої Кужелівки із північного заходу на південний схід тече річка Ушка, яка є правою притокою Ушиці. Ушка протікає землями Малої Кужелівки протягом 4 кілометрів. Тут розташований водяний млин — пам'ятка архітектури сільського будівництва ХІХ століття. Річкова долина Ушки V-подібна з крутими, обривистими берегами та вузькою річковою заплавою.
В Ушку впадає її права притока — річка Синявка, котра бере свій початок в сусідньому селі Синяківці і протікає землями Малої Кужелівки близько 2 кілометрів. Тут Синявка приймає лише одну праву притоку — невеличку річку Кужелівку (завдовжки 0,7 кілометра), яка бере свій початок в північно-західній частині Малої Кужелівки. Особливість цієї притоки полягає в тім, що за похилом річки (142 м/км) вона належить до гірського типу річок.
В долинах річок Ушки та Синявки є джерела мінеральних вод (урочища Мала Долина, Велика Долина, Дудків Яр, Ринви, Шпиль тощо).

### Ґрунти
В Малій Кужелівці та землях, що прилягають до села, переважають ясно-сірі, сірі та темно-сірі опідзолені, глеюваті, середньозмиті та слабозмиті, середньосуглинкові та важкосуглинкові ґрунти. В долинах річок Ушка та Синявка, а також в їх приток переважають дерново-карбонатні, слабо розвиті, легкосуглинкові ґрунти, а також — лучно-болотні та делювіально-балкові ґрунти.

### Рослинний світ
Рослинний світ Малої Кужелівки представлений лісовими та лісостеповими видами рослинності. Тут переважають грабово-дубові ліси, в яких чітко виділяється ярусність. Верхній ярус утворюють дерева, середній ярус (підлісок) — кущі, нижній ярус — трав'янисті рослини, гриби. Основні лісотвірні породи дерев — граб і дуб, ростуть також клен, ясень, липа, сосна, ялина, береза, вільха, берест, осика. Серед підліску росте ожина, шипшина, барбарис, ліщина, малина, бузина. Навесні в лісах першими зацвітають проліски, підсніжники, печіночниця, ряст, медунка, сон-трава, анемони. Пізніше — конвалія, фіалки, купина, любка. Влітку під деревами вегетують лише вологолюбні, тіньовитривалі рослини — папороті, мохи, копитняк. Інші трав'янисті рослини ростуть на галявинах і узліссях. Серед них: звіробій, деревій, валеріана, ромашка, іван-чай. У лісах багато грибів.
Крім лісів на території Малої Кужелівки є також полезахисні та берегоукріплюючі насадження, представлені переважно такими видами, як акація біла, берест, маслинка вузьколиста тощо.
Загалом лісами вкрито 517,5 гектарів сільських земель. Лісистість території становить 35,39 %.
До лісових масивів безпосередньо прилягає степ, проте він не займає великих площ, тому що його змінили агроценози. Майже всі ділянки розорані й зайняті різноманітними сільськогосподарськими культурами (пшениця, ячмінь, ріпак, кукурудза, соняшник та інші). Степова природна рослинність (різнотрав'я) збереглася на схилах балок і берегах річок.

### Тваринний світ
Тваринний світ Малої Кужелівки також представлений лісовими та степовими видами. Представники тваринниго світу лісу — лисиця, вепр, сарна, лісова куниця, їжак, вивірка, вуж тощо. Представники тваринного світу степу — заєць, ящірка, тхір, полівка, мідянка. Багато видів птахів — дятли, синиці, сойки, дрозди, зяблики, ворони, граки, круки, горобці, жайворонки, ластівки, лелеки.
Поблизу водойм зустрічаються ондатра, видра, бобер болотяна черепаха.

### Фізико-географічне районування
Мала Кужелівка розташована в межах зони широколистих лісів Західноукраїнської лісостепової фізико-географічної провінції, Середньо-Подільської фізико-географічної області, Верхньоушицького фізико-географічного району. Тут переважають луко-широколистянолісові височинні розчленовані та терасові рівнинні східноєвропейські ландшафти. В долинах річок Ушка та Синявка трапляються заплавні лучно-болотні ландшафти. Вони розташовані на денудаційно-акумулятивних лесових рівнинах.

## Населення
За кількістю населення Мала Кужелівка протягом ХХ століття належала до середніх сільських населених пунктів. Чисельність населення тут аж до кінця 70-х років ХХ століття коливалася в межах більше 700 осіб. Протягом ХІХ — першої половини ХХ століття число мешканців Малої Кужелівки постійно зростала і цей процес тривав аж до Другої світової війни. Від 70-х років ХХ століття відбувається процес депопуляції населення, причому до кінця століття він значно посилився.
Згідно Всеукраїнського перепису населення 2001 року в Малій Кужелівці мешкало 485 осіб. Національний склад населення Малої Кужелівки однорідний. Українці становили 98,8 % від загальної кількості. З інших національностей в Малій Кужелівці проживали росіяни (1,2 %). Більшість мешканців села — 99,5 % розмовляли та вважали своєю рідною мовою українську мову.
Природний приріст населення — від'ємний (коефіцієнт смертності значно перевищує коефіцієнт народжуваності). Сальдо міграції також від'ємне.
За віковою структурою населення Малої Кужелівки розподілялося наступним чином:
особи, молодші працездатного віку — 18,97 %;
особи працездатного віку — 34,64 %;
особи, старші працездатного віку — 46,39 %.
Вікова структура населення Малої Кужелівки за переписом 2001
Вікова структура населення
Розподіл населення Малої Кужелівки за віком та статтю (2010)
| Стать | Всього | До 15 років | 15-24 | 25-44 | 45-64 | 65-85 | Понад 85 |
| --- | ------ | ----------- | ----- | ----- | ----- | ----- | -------- |
| Чоловіки | 200    | 24          | 17    | 49    | 55    | 52    | 3        |
| Жінки | 253    | 23          | 27    | 68    | 62    | 65    | 8        |
| \| Статево-вікова піраміда \| Статево-вікова піраміда \| Статево-вікова піраміда \| \| ----------------------- \| ----------------------- \| ----------------------- \| \| Чоловіки \| Вік \| Жінки \| \| 3 \| 85 + \| 8 \| \| 8 \| 80-84 \| 9 \| \| 12 \| 75-79 \| 17 \| \| 15 \| 70-74 \| 21 \| \| 17 \| 65-69 \| 18 \| \| 16 \| 60-64 \| 16 \| \| 15 \| 55-59 \| 10 \| \| 11 \| 50-54 \| 19 \| \| 13 \| 45-49 \| 17 \| \| 12 \| 40-44 \| 20 \| \| 12 \| 35-39 \| 17 \| \| 14 \| 30-34 \| 15 \| \| 11 \| 25-29 \| 16 \| \| 10 \| 20-24 \| 14 \| \| 7 \| 15-20 \| 13 \| \| 11 \| 10-14 \| 10 \| \| 8 \| 5-9 \| 7 \| \| 5 \| 0-4 \| 6 \| |        |             |       |       |       |       |          |
| Статево-вікова піраміда |        |             |       |       |       |       |          |
| Чоловіки | Вік    | Жінки       |       |       |       |       |          |
| 3 | 85 +   | 8           |       |       |       |       |          |
| 8 | 80-84  | 9           |       |       |       |       |          |
| 12 | 75-79  | 17          |       |       |       |       |          |
| 15 | 70-74  | 21          |       |       |       |       |          |
| 17 | 65-69  | 18          |       |       |       |       |          |
| 16 | 60-64  | 16          |       |       |       |       |          |
| 15 | 55-59  | 10          |       |       |       |       |          |
| 11 | 50-54  | 19          |       |       |       |       |          |
| 13 | 45-49  | 17          |       |       |       |       |          |
| 12 | 40-44  | 20          |       |       |       |       |          |
| 12 | 35-39  | 17          |       |       |       |       |          |
| 14 | 30-34  | 15          |       |       |       |       |          |
| 11 | 25-29  | 16          |       |       |       |       |          |
| 10 | 20-24  | 14          |       |       |       |       |          |
| 7 | 15-20  | 13          |       |       |       |       |          |
| 11 | 10-14  | 10          |       |       |       |       |          |
| 8 | 5-9    | 7           |       |       |       |       |          |
| 5 | 0-4    | 6           |       |       |       |       |          |

Згідно Всеукраїнського перепису населення з 485 мешканців Малої Кужелівки 220 осіб — це чоловіки та 265 осіб — жінки. Жіноче населення складало 54,64 % від загальної кількості, а чоловіче — лише 45,36 %.
За віросповіданням переважна більшість мешканців Малої Кужелівки є православними (близько 92 % усіх мешканців села). Значно меншими конфесіями в селі є євангельські християни-баптисти, а також — римо-католики, хоча їх чисельність не перевищує і 10 %.
Густота населення Малої Кужелівки становила 31,05 осіб/км2, що значно нижче, ніж середня густота в Дунаєвецькому районі, Хмельницькій області та Україні.
Зміна кількості населення Малої Кужелівки

## Топоніми села
Мала Кужелівка складається з таких історично сформованих частин села: Гора, Долина, Панський садок, Садиби, Терехачівка. Крім того, до складу малокужелівських земель входять такі частини: поля — Балки, Камчатка, Медведівка, Могили, Перелоги; ліси та лісові урочища — Берести, Велика та Мала Долини, Геричів Пляцок, Дудків Яр, Загублена Посадка, Обічки, Стінка, Шамів, Верхній та Нижній Шпиль.
- Балки — рівне поле на південь від Малої Кужелівки, посередині якого розташований видолинок, який має назву Балка.
- Березінки — лісове урочище на північний схід від Малої Кужелівки, що прилягає до Шпилю. Назване за переважаючою прородою дерев — беріз.
- Берести — назва невеликого лісу, розташованого на південь від Малої Кужелівки, праворуч польової дороги на Руду-Гірчичнянську. Назва походить від переважаючої породи дерева, які тут росли — берест.
- Бурдеї — частина лісу південніше Малої Кужелівки.
- Вапнярки — урочище на південний схід від Малої Кужелівки. В минулому тут випалювали вапно.
- Велика Долина — долина річки Ушки на північному сході від Малої Кужелівки. В цьому місці річкова долина розширюється, стає більшою — «великою». На Великій долині розташований Малокужелівський водяний млин, збудований ще у ХІХ столітті.
- Верхній Шпиль — лісове урочище на схід від Малої Кужелівки. Розташоване на високому, гострому, шпилеподібному правому пагорбі річки Ушки. У середньовіччя (близько XVI—XVII століття) тут розташовувався православний чоловічий монастир.
- Геричів Пляцок — назва городів, що знаходилися в долині річки Ушки на північ від села. Колись належали родині Геричів, звідси і пішла назва.
- Гора — північна підвищена частина Малої Кужелівки.
- Долина — назва висілку в долині річки Синявки, який належав до Малої Кужелівки. На сьогодні він пустує — більша частина мешканців перебралася до Кужелівки на більш кращі та зручніші місця.
- Дудків Яр — лісове урочище в глибокому ярку на схід від Малої Кужелівки. Імовірно, колись належав родині Дудків. Нижче Дудкового яру розташовані Ринви — місце, де б'ють мінеральні джерела з цілющою водою.
- Загублена Посадка — ділянка лісу південніше села. За переказами тут досить часто до мешканців Малої Кужелівки чіплявся блуд — вони губилися в лісі, не маючи змоги знайти дорогу назад до села.
- Казьчині Скали — Невелика група скель, розташованих на правому схилі річки Синявки, неподалік яких мешкала жінка на ім'я Казимира (по сільському — Казька).
- Камчатка — назва поля, що розташоване в крайній південній частині малокужелівських земель. Назва виникла у 70-х роках ХХ століття і означає найвіддаленіше поле.
- Копанки — назва сільського кутка, розташованого північніше Малої Кужелівки поблизу глибокого яру, звідки бере початок невеличкий струмок — права притока річки Синявки. Колись деякі мешканці Малої Кужелівки тут мали свої копанки.
- Мала Долина — долина при злитті річки Ушки та її правої притоки — річки Синявки на північ від Малої Кужелівки. За розмірами вона значно менша, ніж Велика долина.
- Медведівка — назва поля та невеликого лісу, розташованих на південь від Малої Кужелівки. Імовірно, назва походить від слова медведик — хижа комаха, яка тут найбільше зустрічалася.
- Могили — назва поля на південний схід від Малої Кужелівки на межі із землями Великої Кужелеви. Тут розташовані три кургани давньоруських часів, прозваних у народі «могилами».
- Нижній Шпиль — лісове урочище на схід від Малої Кужелівки. Розташоване нижче Верхнього шпилю над річкою Ушкою.
- Обічки — пасовище на північ від села, на правому схилі річки Ушки. Назва походить від його місця розташування: під боком гори, обабіч, збоку тощо.
- Панський Садок — назва східної частини Малої Кужелівки, що прилягає до саду, закладеного ще паном Вільчевським. Тут він планував збудувати ще й палац, однак йому завадив жовтневий переворот у 1917 році. До нині зберігся лише цоколь майбутнього палацу.
- Перелоги — назва поля на північний схід від Малої Кужелівки. Ця назва пішла від перелогової системи землеробства. Суть її полягала в тому, що виснажені обробітком землі залишали без обробітку на 10 — 25 років для природного відновлення родючості ґрунту. Із поступовим розвитком сільськогосподарського виробництва переліг скорочувався до 3 — 4 років, а потім — і до 1 року. Тепер це поле роздане мешканцям Малої Кужелівки під городи.
- Садиби — назва південної, наймолодшої частини Малої Кужелівки. Колись тут було спочатку панське, згодом — колгоспне поле. Розпочалася забудова уже в післявоєнний час, коли колгоспникам надавали земельні ділянки для будівництва.
- Старий Мукарівський Шлях — польова дорога південніше Малої Кужелівки. В минулому була важливою транспортною артерією, бо з'єднувала два волосні центри Ушицького повіту — Миньківці з Підлісним Мукаревом.
- Стінка — назва лісу, розташованого на правому крутому (як стіна) схилі річок Синявки та Ушки.
- Стовбова дорога — ґрунтова дорога, котра з'єднує Малу Кужелівку з Великою Кужелевою. Назву отримала від електричних стовпів, які тут стоять.
- Терехачівка — північно-західна частина Малої Кужелівки. Назва походить від вуличного прізвища чоловіка — Терехача, який тут мешкає.
- Шамів — лісове урочище на південь від села. Назва лісу походить від шуму лісових дерев, які під час сильного вітру або у негоду так шуміли, що було чути у селі. Спочатку ліс називався Шумів, згодом ця назва трансформувалася у Шамів.
- Шпиль — лісове урочище на схід від Малої Кужелівки. Назву отримало за гостру, шпилеподібну форму рельєфу. Власне Шпиль складається із двох частин — Верхнього Шпилю та Нижнього Шпилю.

## Історія

### Адміністративно-територіальна приналежність

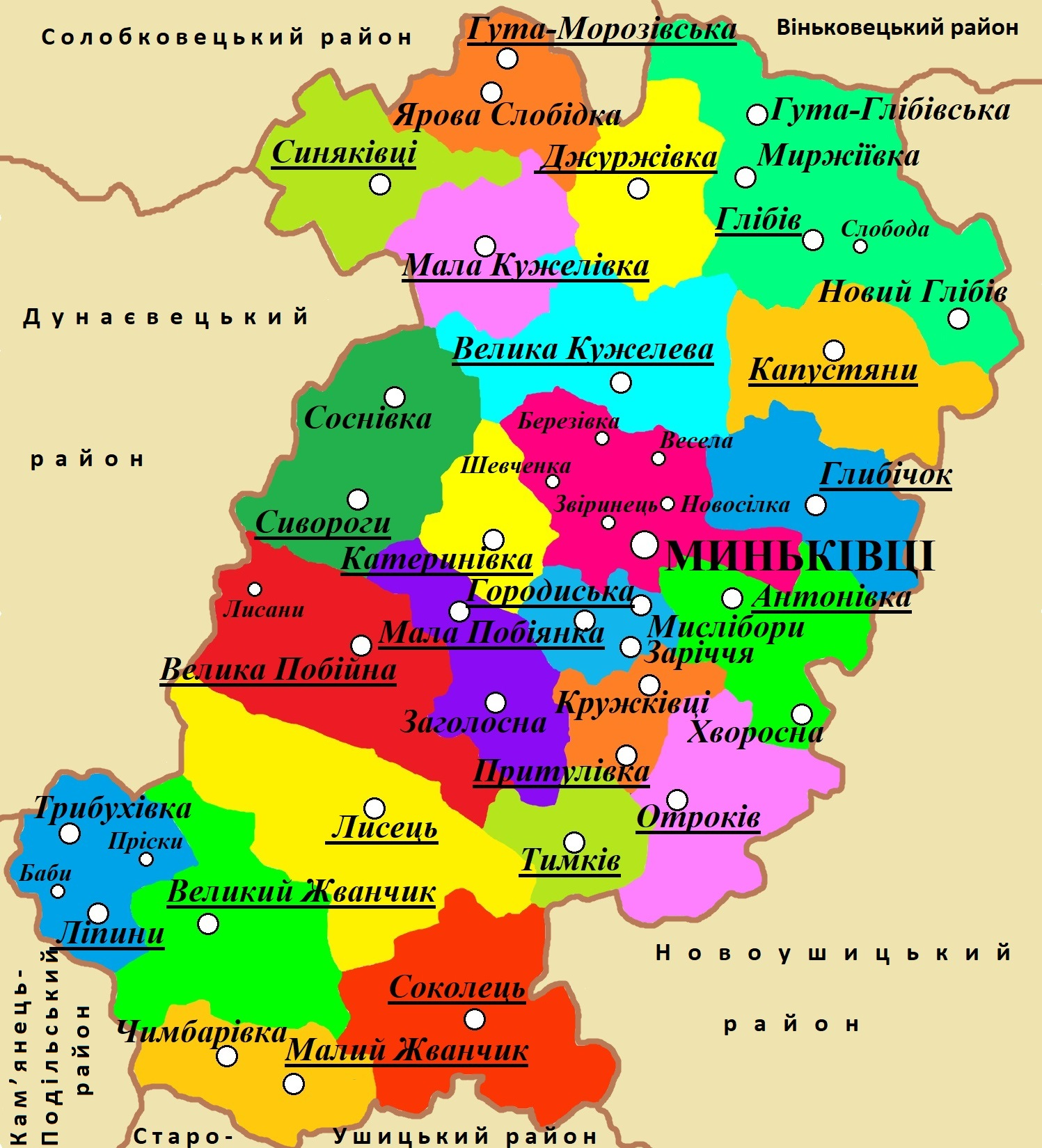
Мала Кужелівка на адміністративній карті Миньковецького району. 1946 рік

До 1434 р. — у складі Великого Князівства Литовського.
1434—1596 рр. — у складі Подільського воєводства Королівства Польського.
1538—1793 рр. — у складі Барського староства Подільського воєводства Речі Посполитої.
1672—1699 рр. — у складі Османської імперії, в межах Зіньківської нахії Барського санджаку Подільського еялету.
1793—1917 рр. — у складі Російської імперії.
1795—1796 рр. — у складі Подільського намісництва.
1796—1923 р. — у складі Мукарівської волості Ушицького повіту Подільської губернії.
1918—1920 рр. — у складі Української Народної республіки.
1922—1991 рр. — у складі УРСР СРСР.
З 7.03.1923 р. — Малокужелівська сельрада Новоушицький район Кам'янецької округи Подільської губернії.
З.06.1925 р. — Малокужелівська сельрада Миньковецький район Кам'янецької округи.
З 13.06.1930 р. — Малокужелівська сельрада Миньковецький район Проскурівської округи.
З 2.10.1930 р. — Малокужелівська сельрада Миньковецький район УСРР.
Протягом 3.02.1931-26.02.1935 рр. — у складі Малокужелівська сельрада Новоушицького району.
З 9.02.1932 р. — Малокужелівська сельрада Новоушицький район Вінницької області.
З 4.05.1935 р. — Малокужелівська сельрада Миньковецький район Кам'янецького прикордонного округу Вінницької області.
З 22.10.1937 р. — Малокужелівська сільська рада Миньковецький район Кам'янець-Подільської (з 4.02.1954 р. Хмельницької) області.
Липень 1941 — березень 1944 рр. — Миньковецька управа, Дунаєвецький ґебітскомісаріат, генеральна округа «Волинь-Поділля», Райхскомісаріат Україна.
З 27.01.1959 р. — Малокужелівська сільська рада Дунаєвецький район Хмельницької області УРСР.
З 24.08.1991 р. — Малокужелівська сільська рада Дунаєвецький район, Хмельницька область, Україна.
З 15.08.2015 р. — Малокужелівський старостинський округ Дунаєвецької міської ОТГ Хмельницької області, Україна.
З 21.07.2020 р. — Малокужелівський старостинський округ Дунаєвецької міської ОТГ Кам'янець-Подільського району Хмельницької області, Україна.

### Річ Посполита
Вперше Мала Кужелівка згадується у грамоті Барського староства за 1433 рік. Це було невеличке село, а точніше — присілок королівського села Семаківці, про що вказується у люстрації Барського староства за 1565 рік.
Майже двісті років Мала Кужелівка була власністю родини Карачевських. Спочатку тут господарем був Олекса Карачевський, від якого село перейшло до його сина Романа. Протягом першої половини XVI століття поселення є власністю Станіслава Одровонжа, однак пізніше знову переходить до Карачевських.
У 1582 році Мала Кужелівка стає власністю синів Романа Карачевського — Федора та Севастьяна, які у 1591 році розподілили між собою Синяківці та Малу Кужелівку. 1623 року Мала Кужелівка від Карачевських переходить до польських шляхтичів Бжозовських, а з 1634 року село уже записане на Луку Казимира Мясковського, який продає село чернечому ордену єзуїтів.

### Османська імперія
Подимний список за 1661 рік засвідчує, що на той час Мала Кужелівка була повністю спустошена, а населення — знищене. Не покращило становище села і 27-річне перебування у складі Османської імперії (1672—1699 роки). Тоді село входило до складу Зіньківської нахії Барського санджаку Подільського ейялету Османської імперії.

### Російська імперія
У 1719 році Мала Кужелівка переходить до Барської едукаційної комісії — керівного органу освіти Речі Посполитої. Едукаційна комісія, у свою чергу, наприкінці XVIII століття продає Малу Кужелівку разом із Синяківцями польському поміщикові Шидловському.
Протягом 1816—1835 років польський шляхтич Йосип Францішек Вільчевський спродує свою спадщину і купує у шляхтичів Шидловських колишню власність єзуїтів Велику Кужелову, Малу Кужелівку та Синяківці. Крім кужеловецького ключа Вільчевським належить чимало сіл та містечок на Поділлі: Китайгород, Бодачівці, Оринин, Ріпинці, Балакири, Пільний Олексинець тощо.

### Вільчевські
Польський шляхтич Йосип Франчішек Вільчевський (1781—1858) облаштовує своє родинне гніздо у Великій Кужелові, у нього народжується 10 дітей: сини Титус Фелікс Даніель, Станіслав Ян, Леон, Йосип Калясантій Ян Дуклан, Францішек, Михайло, Ян Болеслав Целестин, Прокіп Юліус та доньки Барбара і Софія. Батько розподіляє поміж ними свої маєтки.
Мала Кужелівка дістається у спадок синам Леону, Целестину та Михайлу. Целестин мешкав у Великій Кужелові, а по його смерті маєток дістався сину Павлу Вільчевському.
Леон Вільчевський одружився 1 травня 1850 року в містечку Черче із Сусанною Лучинською. У них народилися сини Йосип-Габріель, Генрік-Феліціан та доньки Марія, Анелія-Вікторія і Юстина. Після його смерті частина земель Малої Кужелівки перейшли до синів Леона — Йосипа-Габріеля та Генріха-Феліцітана. Йосипу належала південна частина села, а Генріху — західна. У обох власників було по 179 десятин землі.
Йосип Вільчевський обвінчався із Аделаїдою Кульчицькою із Нефедівець 26 лютого 1878 року у римо-католицькому костелі містечка Жванчика. 1873 року у нього народився син Людвіг. 1900 року Йосип захворів на запалення легень і помер. По його смерті кужелівський маєток перейшов до сина Людвіга Вільчевського. Людвіг взяв шлюб із Софією Вацовською 1905 року. У них народилося четверо дітей: сини Казимир, Михайло, Йосип та донька Тереза. Після жовтневого перевороту у Російській імперії родина Людвіга Вільчевського виїхали на Західне Поділля у село Бурдяківці. До 1939 року мешкали у Пужняках на Поділлі, згодом переїхали до Польщі.
Другий власник Малої Кужелівки Генріх-Феліцітан Вільчевський 1888 року одружився із Ядвігою Поповською-Сокол з містечка Соколець. У них народилися сини Тадеуш, Луціан, Марек, Леон та Мічислав, а також доньки Єва та Юзефа. 1918 року разом з родиною емігрував до Польщі (місто Каліш).
У Михайла Вільчевського народилося шестеро дітей: сини Владислав-Бунавентура, Марцелій, Олександр та Броніслав, а також доньки Станіслава-Марія та Антоніна-Гелена. По смерті Михайла Вільчевського частина земель Малої Кужелівки переходить до його синів — Владислава-Бунавентури та Броніслава. Марцелій Вільчевський після закінчення гімназії у Камʼянці-Подільску 1890 року поступив на навчання до Львова. Там він приєднався до повстанського руху та був звинувачений у політичній агітації у справі Вислухова, Клімашевського, Гомоліцького та інших. Як іноземець, Марцелій Вільчевський був висланий з території Австро-Угорщини, однак на Поділля він повертатися побоявся через небезпеку його арешту. А тому виїхав до Швейцарії і поступив на філософський факультет Цюрихського університету. 1893 року, після закінчення університету, Марцелій повертається на Поділля і приймає у спадщину Малу Кужелівку після смерті рідних братів Владислава Бунавентури та Броніслава. 1910 року він одружився із Софією Деметцер і у нього народилася донька Ванда. У Малій Кужелівці Марцелію Вільчевському 380 десятин землі. Після більшовицького перевороту виїхав на Західну Україну в місто Дубно, де обіймав посаду мера міста Дубно.

### Мала Кужелівка у роки Першої світової війни
У роки Першої Світової війни 1914—1918 років 28 чоловіків із Малої Кужелівки було мобілізовано до російської армії. Вони брали участь у багатьох битвах, отримували поранення і гинули. Згідно військових архівів відомо імена двадцяти восьми мешканців Малої Кужелівки, котрі воювали у складі російських військ. Одинадцять солдат в боях отримали поранення та контузії, семеро — пропало без вісти, а Бідний Павло Йосипович загинув в бою 01.05-10.05.1915 року.
- Бас Іван Павлович, рядовий 407-го піхотного Саранського полку
- Бідний Павло Йосипович, рядовий 329-го піхотного Бузулуцького полку (загинув 01.05-10.05.1915 року)
- Вільчевський Марк Генрікович, молодший феєрверкер доброволець 34-ї артилерійської бригади
- Гуменний Арсеній Васильович, рядовий 12-го Фінляндського стрілецького полку
- Гуменний Іван Васильович, ратник 50-го піхотного Білостокського полку (зник без вісти 04.04.1915 року с. Смольник)
- Гуменний Никифір Лук'янович, рядовий ополченець 511-ї пішої Орловської дружини
- Дзінюк Іван Григорович, рядовий 34-го піхотного Севського полку (зник без вісти 22.04.1915 року с. Цеклін)
- Драбанюк Іван Никифорович, рядовий 26-ї робочої роти
- Драбанюк Никанор Прокопович, підпрапорщик 108-го піхотного Віндавського полку
- Драбанюк Тимофій Остапович, рядовий 307-го піхотного Спаського полку
- Дурбій Василь Якович, рядовий 90-го піхотного Онежського полку
- Дурбій Михайло, стрілець 12-го Фінляндського стрілецького полку (зник без вісти 25.08.1915 року с. Денисів)
- Іванов Іван Гнатович, рядовий 42-го піхотного Якутського полку
- Іванов Леонтій Георгійович, молодший унтер-офіцер 76-го піхотного Кубанського полку (зник без вісти 24.04.1915 року с. Ясель)
- Комарко Семен Васильович, рядовий 223-го піхотного Одоєвського полку
- Лук'янов Дорофій Миколайович, рядовий 137-го піхотного Ніжинського полку
- Мельник Петро Йосипович, рядовий 59-го піхотного запасного полку
- Мельник Петро Пилипович, рядовий 47-го піхотного Українського полку (зник без вісти 21.08.1915 року с. Корито)
- Муляр Іван Ілліч, рядовий 6-го Заамурського прикордонного піхотного полку
- Рубель Іван Юхимович, рядовий лейб-гвардії Московського полку
- Рубель Федір Васильович, єфрейтор 200-го піхотного Кронштадського полку (зник без вісти 04.07.1916 року колонія Острів)
- Рубель Федір Євментійович, рядовий 234-го Богучарського полку
- Сочинський Михайло Іванович, рядовий 128-го піхотного Старооскольського полку
- Столяр Михайло Йосипович, рядовий 13-го запасного полку
- Столяр Олександр Семенович, рядовий 72-го Сибірського полку
- Тридух Микола Петрович, рядовий 16-го піхотного Ладозького полку (зник без вісти 15.06.1916 року с. Воробївка)
- Тридух Михайло Миколайович, рядовий 295-го Свірського полку // ратник 145-го піхотного Новочеркаського полку
- Яворський Василь Антонович, рядовий 223-го піхотного Одоєвського полку (зник без вісти 07.07.1917 року с. Блудники)Портал, присвячений подіям і героям Першої світової війни 1914 - 1918

### Село в роки Української революції
У період Визвольних змагань у селі неодноразово змінювалася влада. У грудня 1917 року Малу Кужелівку зайняли війська Центральної Ради, у січні 1918 року — армія більшовиків, а в лютому 1918 року село зайняте австро-німецькими військами. У листопаді 1918 року Малу Кужелівку визволяють війська Української Народної Республіки. У квітні 1919 року село знову зайняли частини Червоної армії, котрих на початку червня 1919 року вигнали українські війська Симона Петлюри.
Протягом другої половини липня 1919 році у Малій Кужелівці перебували війська Української Галицької Армії (УГА), що прийшли із Західної України. За час перебування у селі вояки УГА допомагали мешканцям Малої Кужелівки збирати збіжжя з полів. У грудні 1919 року село зайняли частини польських військ, у липні 1920 року — більшовицькі війська, у вересні — польські війська, а у листопаді — армія більшовиків.

### Міжвоєнний період
З 1923 року Мала Кужелівка у складі Миньковецького (протягом 1931—1935 років — Новоушицького) району. З 1959 — у складі Дунаєвецького району.
Сільську раду утворено 1924 року.
1930 року утворено колгосп імені Кірова (з 1961 років — імені XXI з"їзду КПРС).
Мала Кужелівка у 20-х — 30-х роках XX століття була одним із небагатьох сіл Камʼянецької округи, де видобували фосфорити — сировину для виробництва мінеральних добрив. Перевезення видобутих на Джурджівському родовищі фосфоритів через Малу Кужелівку розпочалося на початку 20-х років. Спочатку фосфорити возили возами більш заможніші мешканці Малої Кужелівки, які мали у своєму господарстві коней.
З утворенням на початку 30-х років в Малій Кужелівці колгоспу тут була збудована вузькоколійка для потреб вивезення видобутих фосфоритів. На шахтах-штольнях працювали і мешканці Малої Кужелівки.
Вузькоколійка від Джурджівського родовища проходила долиною річки Ушка через урочища Нижній та Верхній Шпиль, Дудків Яр і виходила на південну околицю Малої Кужелівки. Від родовища до села трактором тягнули по п'ять вагонеток до роз'їзду, від якого вузькоколійка проходила біля лісу Шамів, Бурдеї і далі через поле до початку села Сцібори з боку містечка Дунаївці. Від малокужелівського роз'їзду до Сціборів кіньми тягнули по одній вагонетці, наповненій фосфоритами, а там вже розвантажували спеціальною машиною. 1935 року видобуток та перевезення фосфоритів через Малу Кужелівку припинився.

### Червоний терор на селі
Мала Кужелівка пережила надзвичайно важкі 30-ті роки ХХ століття, які поламали долі багатьом мешканцям села. Це — голодомор 1932—1933 років, колективізація сільського господарства, розкуркулення більш заможніших мешканців, депортація їх у Північні райони СРСР, а також репресії 1937—1938 років. У ті страшні роки двадцять двоє мешканців Малої Кужелівки зачепила тоталітарна система каральних органів радянської влади, двоє селянок померли від голоду у 1933 році, із трьох розстріляних, двоє мешканців Малої Кужелівки було розстріляно у Кам'янці-Подільську, ще шістьох осіб було ув'язнено у виправні табори та одиннадцять вислано на Північ.
- Бідний Мартин Йосипович, українець, уродженець села Мала Кужелівка. Малописьменний, колгоспник. Заарештований 21.03.1933 року. Звинувачення: антирадянська пропаганда. Колегією ДПУ УРСР 28.04.1933 року справу припинено, з-під варти звільнений. Помер 1968 року. Похований в селі Мала Кужелівка. Реабілітований прокуратурою Хмельницької області 07.04.1998 року.
- Васільєв Іван Васильович, українець, уродженець села Мала Кужелівка. Освіта початкова, колгоспник. Заарештований 12.10.1937 року. Звинувачення: контрреволюційна діяльність. НКВС і Прокурором СРСР 11.12.1937 року засуджений до розстрілу. Вирок виконаний 31.12.1937 року у Кам’янці-Подільському. Реабілітований прокуратурою Хмельницької області 26.05.1989 року.
- Гуменний Федір Михайлович, українець, уродженець села Мала Кужелівка. Малописьменний, колгоспник. Заарештований 12.09.1937 року. Звинувачення: антирадянська агітація. Трійкою УНКВС Кам’янець-Подільської області 27.11.37 засуджений на 10 років позбавлення волі у виправно-трудових таборах (ВТТ). Подальша доля невідома. Реабілітований президією Хмельницького обласного суду 14.03.1964 року.
- Драбанюк Микола Іванович, українець, уродженець села Мала Кужелівка. Освіта початкова, селянин-одноосібник. Заарештований 06.02.1933 року. Звинувачення: антирадянська агітація. Кам’янець-Подільським прикордонним загоном ДПУ 27.05.1933 року справу припинено, з-під варти звільнений. Загинув в боях за визволення Польщі у жовтні 1944 року. Реабілітований прокуратурою Хмельницької області 22.09.1998 року.
- Драбанюк Никанор Прокопович, українець, уродженець села Мала Кужелівка, мешканець міста Полтави. Освіта початкова, залізничник. Заарештований 07.12.1937 року. Засуджений Лінійним судом Південної залізниці 11.08.1938 року за статтею 54-10 частиною 1 КК УРСР до 5 років позбавлення волі з поразкою в правах на 3 роки. Подальша доля невідома. Реабілітований Полтавською обласною прокуратурою 11.04.1995 року.
- Дудка Василь Леонтійович, українець, уродженець села Мала Кужелівка. Син селянина-одноосібника. 1929 року разом з батьками та родиною розкуркулений і висланий за межі України в місто Ігарка Красноярського краю. Мешкав у Красноярському краї Російської Федерації.
- Дудка Ганна Леонтіївна, українка, уродженка села Мала Кужелівка. Донька селянина-одноосібника. 1929 року разом з батьками та родиною розкуркулена і вислана за межі України в місто Ігарка Красноярського краю. Мешкала у Красноярському краї Російської Федерації.
- Дудка Ірина Леонтіївна, українка, уродженка села Мала Кужелівка. Донька селянина-одноосібника. 1929 року разом з батьками та родиною розкуркулена і вислана за межі України в місто Ігарка Красноярського краю. Мешкала у Красноярському краї Російської Федерації.
- Дудка Леонтій Антонович, українець, уродженець села Мала Кужелівка. Селянин-одноосібник. 1929 року разом з родиною розкуркулений і висланий за межі України в місто Ігарка Красноярського краю. Мешкав у Красноярському краї Російської Федерації.
- Дудка Тетяна Артемівна, українка, уродженка села Мала Кужелівка. Дружина селянина-одноосібника. 1929 року разом з чоловіком та родиною розкуркулена і вислана за межі України в місто Ігарка Красноярського краю. Мешкала у Красноярському краї Російської Федерації.
- Крилов Валентин Григорович, українець, уродженець села Мала Кужелівка. Освіта початкова, військовослужбовець. Заарештований 27.01.1933 року. Звинувачення: антирадянська агітація. Дорожньо-транспортним відділом Західної залізниці 15.03.1933 року справу припинено. Мешкав у Приморському краї Російської Федерації. Реабілітований прокуратурою Хмельницької області 15.01.1999 року.
- Лук'янов Федір Савович, українець, уродженець села Мала Кужелівка. Неписьменний, селянин-одноосібник. Кам’янець-Подільським окружним відділом ДПУ УРСР 19.03.1930 року за антирадянську пропаганду висланий у Північний край. Подальша доля невідома. Реабілітований згідно з Законом України від 17.04.1991 року.
- Лук'янова Киляна Федорівна, українка, уродженка села Мала Кужелівка. Донька селянина-одноосібника. Кам’янець-Подільським окружним відділом ДПУ УРСР 19.03.1930 року за антирадянську пропаганду вислана у Північний край. Подальша доля невідома. Реабілітована згідно з Законом України від 17.04.1991 року.
- Лук'янова Марія Семенівна, українка, уродженка села Мала Кужелівка. Дружина селянина-одноосібника. Кам’янець-Подільським окружним відділом ДПУ УРСР 19.03.1930 року за антирадянську пропаганду вислана у Північний край. Подальша доля невідома. Реабілітована згідно з Законом України від 17.04.1991 року.
- Мельников Олександр Михайлович, українець, уродженець села Мала Кужелівка, мешканець селища Дегтярка Ревдинського району Свердловської області РРФСР. Робітник житло-будівництва, плотник. Заарештований 17.12.1937 року. Засуджений 15.01.1938 року до найвищої кари. Вирок виконано 14.02.1938 року.
- Смутко Ксенофонт Григорович, українець, уродженець села Мала Кужелівка. Голова Малокужелівського колгоспу імені Кірова. В роки голодомору організував в селі харчування колгоспників, за що був звинувачений у розтраті колгоспного збіжжя і у 1933 році засуджений на п’ять років позбавлення волі у виправно-трудових таборах (ВТТ). Помер 1992 року. Похований в селі Мала Кужелівка.
- Сочинський Іван Ілліч, українець, уродженець села Мала Кужелівка. Малописьменний, робітник на залізниці. Заарештований 27.03.1937 року. Звинувачення: антирадянська агітація. Трійкою УНКВС Кам’янець-Подільської області 08.05.1937 року засуджений на 10 років позбавлення волі у виправно-трудових таборах (ВТТ). Помер 1962 року. Похований в селі Мала Кужелівка. Реабілітований президією Хмельницького обласного суду 03.06.1967 року.
- Сочинський Пилип Савелійович, українець, уродженець села Мала Кужелівка. Малописьменний, селянин-одноосібник. Заарештований 27.10.1937 року. Звинувачення: антирадянська агітація. Трійкою УНКВС Кам’янець-Подільської області 16.11.1937 року засуджений на 8 років позбавлення волі у виправно-трудових таборах (ВТТ). Подальша доля невідома. Реабілітований прокуратурою Хмельницької області 07.09.1989 року.
- Сочинський Феодосій Андрійович, українець, уродженець села Мала Кужелівка, мешкав у Кам’янці-Подільському. Освіта початкова, рахівник ветеринарно-бактерологічної лабораторії. Заарештований 17.04.1938 року. Звинувачення: шпигунство. Трійкою УНКВС Кам’янець-Подільської області 19.09.1938 року засуджений до розстрілу. Вирок виконаний у Кам’янці-Подільському 21.09.1938 року. Реабілітований військовим трибуналом Прикарпатського військового округу 13.02.1960 року.
- Сочинський Юхим Ілліч, українець, уродженець села Мала Кужелівка. Малописьменний, колгоспник. Заарештований 25.03.1936 року. Звинувачення: антирадянська агітація. Колегією Вінницького обласного суду 21.05.1936 року засуджений на 3 роки позбавлення волі у виправно-трудових таборах (ВТТ) з пораженням прав на 2 роки. Помер 1969 року. Похований в селі Мала Кужелівка. Реабілітований прокуратурою Хмельницької області 05.10.1998 року.
- Столяр Горпина Семенівна, українка, уродженка села Мала Кужелівка. Малописьменна, колгоспниця. Померла від голоду 1933 року. Похована в селі Мала Кужелівка.
- Столяр Марія Йосипівна, українка, уродженка села Мала Кужелівка. Малописьменна, колгоспниця. Померла від голоду 1933 року. Похована в селі Мала Кужелівка.

### Друга світова війна
Під час німецько-радянської війни у червні 1941 року на фронт були мобілізовані 55 мешканців села.
Малу Кужелівку окупували частини угорських військ 11 липня 1941 року. Після того село зайняли вже німецькі війська. За час окупації Малої Кужелівки протягом 1942—1944 років 48 мешканців було насильно вивезено на каторжні роботи до Німеччини, з них шестеро там загинули від знущань, побоїв, виснажливої праці, голоду та холоду.
- Бевзюк Ганна Іванівна (1926 – 2018);
- Бідна (Бойко) Ганна Костянтинівна (1921 – 2014);
- Бідний Микола Гаврилович (1925 – 1994);
- Блажеєва Марія Марківна (1925 - 2007);
- Боднар Марія Павлівна (1915 – 1977);
- Бойко Федір Костянтинович (1923 – 1983);
- Васільєва Ярина Дмитрівна (1915 – 1974);
- Герасімов Іван Тимофійович (1903 – 1944);
- Герич Микола Тимофійович (1926 – 2001);
- Герич (Драбанюк) Надія Василівна (1923 – 1988);
- Гуменний Василь Олександрович (1923 – 2011);
- Гуменний Лаврентій Семенович (1912 – 1989);
- Драбанюк Михайло Остапович (1902 – 1956);
- Драбанюк Федір Іванович (1911 – 1972);
- Дурбій Захар Микитович (1902 – 1959);
- Дурбій Киляна Володимирівна (1916 - 1987);
- Заплітняк Григорій Терентійович (1905 – 1983);
- Іванов Микита Гнатович (1906 – 1987);
- Коваль Михайло Савович (1908 – 1943);
- Лівіцький Микола Михайлович (1923 – 1998);
- Лущ (Лабатюк) Ганна Олексіївна (1924 – 2004);
- Лущ Олександр Павлович (1923 – 1996);
- Матвієв Антон Михайлович (1920 – 1989);
- Матвієв Павло Васильович (1917 – 1998);
- Мельник Петро Йосипович (1894 – 1943);
- Мельник Петро Федорович (1918 - 1943);
- Михайлов Василь Антонович (1921 - 1993);
- Михайлов Степан Кирилович (1923 - 1979);
- Муляр Юхим Дем'янович (1907 - 1965);
- Надопта Іван Васильович (1927 - 1999);
- Носик Володимир Мартинович (1922 - 1970);
- Олійник Анатолій Олексійович (1933 - 1997);
- Олійник (Леленко) Катерина Василівна (1909 - 2001);
- Павлова (Бойко) Надія Костянтинівна (1916 - 1974);
- Петров Василь Федорович (1925 - 2000);
- Петров Йосип Іванович (1913 - 2006);
- Петров Іван Дмитрович (1923 - 1943);
- Рубель Василь Михайлович (1923 - 1942);
- Рубель Іван Михайлович (1923 - 1943);
- Рубель (Бас) Тетяна Іванівна (1921 - 2004);
- Скригітель Ганна Яківна (1905 - 1982);
- Скригітель Іван Степанович (1926 - 2002);
- Скригітель Тетяна Василівна (1923 - 2013);
- Смутко Яків Федорович (1907 - 1970);
- Столяр Іван Олександрович (1921 - 1997);
- Тридух Василь Миколайович (1922 - 2018);
- Шорохова (Крилова) Ганна Василівна (1927 - 1992);
- Щегельський Арсеній Павлович (1906 - 1983);

Під час окупації в селі діяла сільська підпільна антифашистська група. Вже восени 1941 року в селі декілька місцевих мешканців об’єдналися для боротьби із окупантами в підпільну антифашистську групу. Позаяк у червні мобілізація до війська в Малій Кужелівці не завершилася повність через швидке просування фашистських військ, тут залишилося чимало чоловіків призовного віку. До того ж, в селі залишилися чимало учителів – людей свідомих, які могли пояснити простим селянам необхідність боротьби за визволення країни від фашистської нечисті. До складу Малокужелівської підпільної антифашистської групи увійшли колишній директор Малокужелівської неповно-середньої (семирічної) школи Москалюк Пилип Юхимович, учитель Смутко Іван Григорович, брати-учителі Корчові із Синяківців: Василь Дем’янович та Іван Дем’янович, сільських фельдшер Ковальчук Сергій Іванович, колгоспники Іванов Федір Гнатович, Бідний Іван Матвійович, Іванов Михайло Васильович, Муляр Микола Васильович, Скригітель Микола Федорович.
У підпільників не було достатньо зброї для боротьби із окупантами, але їх головна зброя – слово. Своїм прикладом вони показували, що і в глибокому фашистському тилу вільні люди не схилили покірно голови перед окупантами. Підпільна група налагоджувала зв’язки з іншими партизанськими загонами, що діяли на території Миньковецького, Солобковецького, Віньковецького, Новоушицького та Дунаєвецького районів. Так, підпільникам з Малої Кужелівки вдалося налагодити зв’язок із партизанським загоном Митрофана Романовича Соболєва для координації спільних дій у боротьбі з ворогами. Діяльність Малокужелівської сільської антифашистської підпільної групи полягала у зриві проведення сільськогосподарських робіт на общинних дворах, перешкоджанні вивезення продукції сільського господарства із Малої Кужелівки, попередження селян про можливі облави для відправки на роботу у Німеччину, переховування молоді, яка підлягала вивезенню до Рейху тощо. Та найголовнішим, що на той час робили підпільники – це інформація про події на фронтах війни. На горищі хати Бідного Івана в комині був захований радіоприймач, завдяки якому підпільники дізнавалися про остання новини із фронтів. А потім ця інформація поширювалася Малою Кужелівкою серед селян. 
У 1943 році поліцаям вдалося вислідити та вбити одного з підпільників – Бідного Івана Матвійовича.
- Бідний Іван Матвійович (1912–1943), українець, службовець, уродженець села Мала Кужелівка. Загинув у 1943 році в селі Мала Кужелівка. Похований у селі Мала Кужелівка. Указом Президії Верховної Ради УРСР нагороджений медаллю «За відвагу» 04.11.1971 року (посмертно).
- Іванов Михайло Васильович (1912-1944), українець, колгоспник, уродженець села Мала Кужелівка. Загинув в боях за визволення Польщі у жовтні 1944 року. Похований у Польщі.
- Іванов Федір Гнатович (1895-1972), українець, колгоспник, уродженець села Мала Кужелівка. Мобілізований на фронт Миньковецьким РВК у квітні 1944 року. Після війни мешкав в Херсонській області. Помер 1972 року. Похований в Херсонській області.
- Ковальчук Сергій Іванович (1907-1970), українець, сільський фельдшер, уродженець села Гута-Морозівська. Мобілізований на фронт Миньковецьким РВК у квітні 1944 року. Після війни працював в Малій Кужелівці. Помер 1972 року. Похований в селі Мала Кужелівка.
- Корчовий Василь Дем'янович (1921-1994), українець, учитель, уродженець села Синяківці. Мобілізований на фронт Миньковецьким РВК у квітні 1944 року. Після війни працював в Малій Кужелівці, Сокільці, Дунаївцях. Помер 1994 року. Похований в місті Дунаївці.
- Корчовий Іван Дем'янович (1924-1998), українець, учитель, уродженець села Синяківці. Мобілізований на фронт Миньковецьким РВК у квітні 1944 року. Після війни виїхав у Київську область. Помер 1998 року. Похований в Київській області.
- Москалюк Пилип Юхимович (1918-1991), українець, директор школи, уродженець села Любомирівка Новоушицького району. Мобілізований на фронт Новоушицьким РВК у квітні 1944 року. Після мешкав в селі Любомирівка Новоушицького району. Помер 1991 року. Похований в селі Любомирівка.
- Муляр Микола Васильович (1921-1983), українець, колгоспник, уродженець села Мала Кужелівка. Мобілізований на фронт Миньковецьким РВК у червні 1941 року. Потрапив в полон 1941 року, з якого повернувся додому. Помер 1983 року. Похований в селі Мала Кужелівка.
- Скригітель Микола Федорович (1911-1945), українець, голова колгоспу, уродженець села Мала Кужелівка. Загинув в боях за визволення Словаччини у січні 1945 року. Похований у Словаччині.
- Смутко Іван Григорович (1904-1943), українець, учитель, уродженець села Мала Кужелівка. Помер від хвороби 1943 року. Похований в селі Мала Кужелівка.

Село визволене частинами та 211-ї (829-й артилерійський, 887-й, 894-й та 896-й стрілецькі полки) та 70-ї (207-й стрілецький полк) стрілецьких дивізій 28 березня 1944 року. При звільненні Малої Кужелівки від ворога загинуло 28 радянських бійців.
У квітні на фронт знову було мобілізовано 203 чоловіків. Загалом на фронтах боролися з ворогом 245 мешканців Малої Кужелівки, 85 з них загинули. За проявлену хоробрість у боротьбі з ворогом на фронтах Німецько-радянської війни понад 150 уродженців села нагороджені понад 185 бойовими орденами та медалями.

### Повоєнний період
До Малокужелівської сільської ради у 1951 році було приєднано Руду Гірчичнянську, а в 1959 р. Синяківці та Ярову Слобідку.
З 1991 року в складі незалежної України.
21 листопада 2013 року Малу Кужелівку було газифіковано.
13 серпня 2015 року шляхом об'єднання сільських рад, село увійшло до складу Дунаєвецької міської громади.
17 липня 2020 року, в результаті адміністративно-територіальної реформи та ліквідації Дунаєвецького району, село увійшло до складу Кам'янець-Подільського району.

## Пам'ятки історичного та природоохоронного фонду
- Дуб звичайний (пам'ятка природи)
- Будинок священика XIX ст., нині середня школа
- Діючий млин кін. XIX — поч. XX ст.

## Галерея

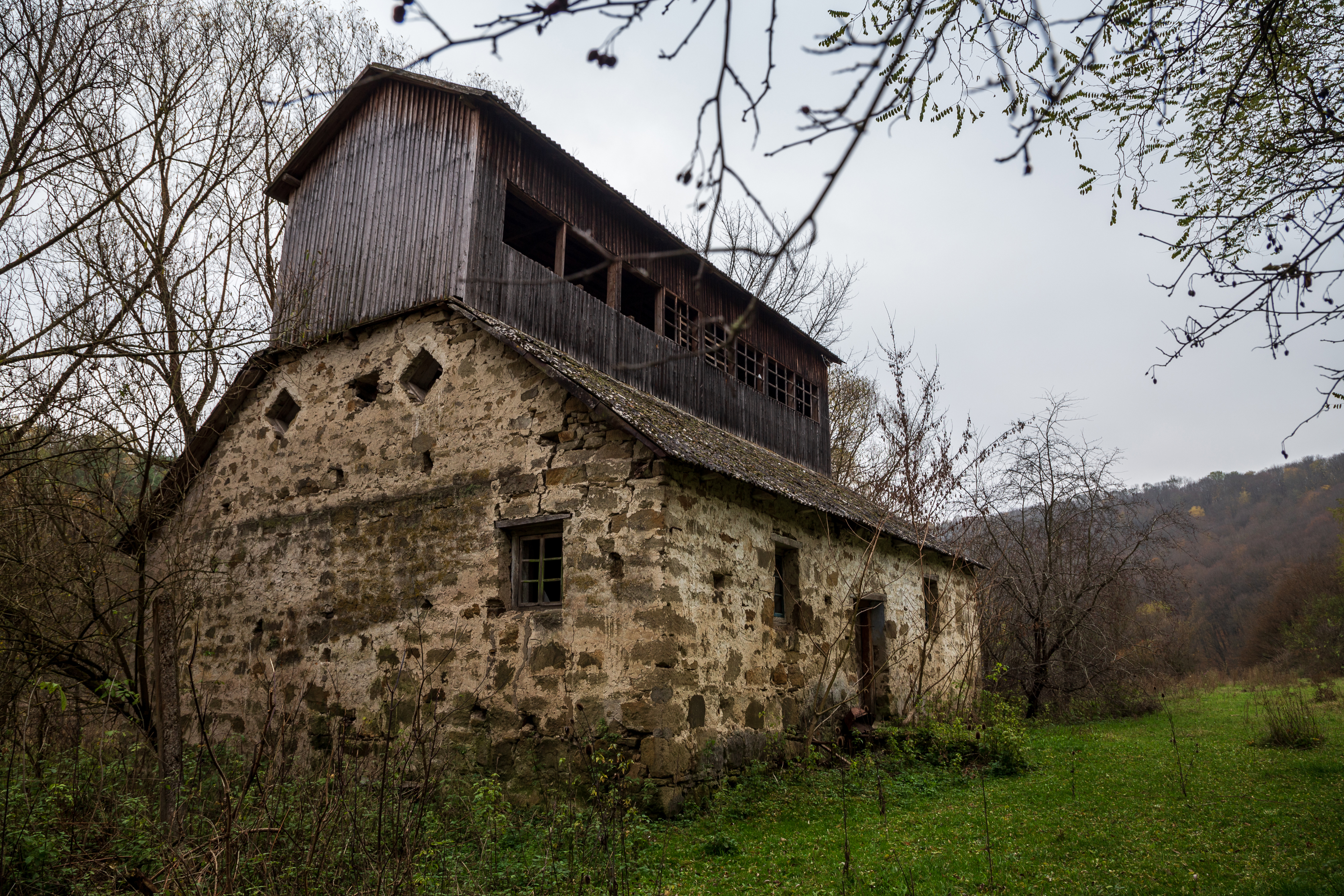
Млин Мала Кужелівка
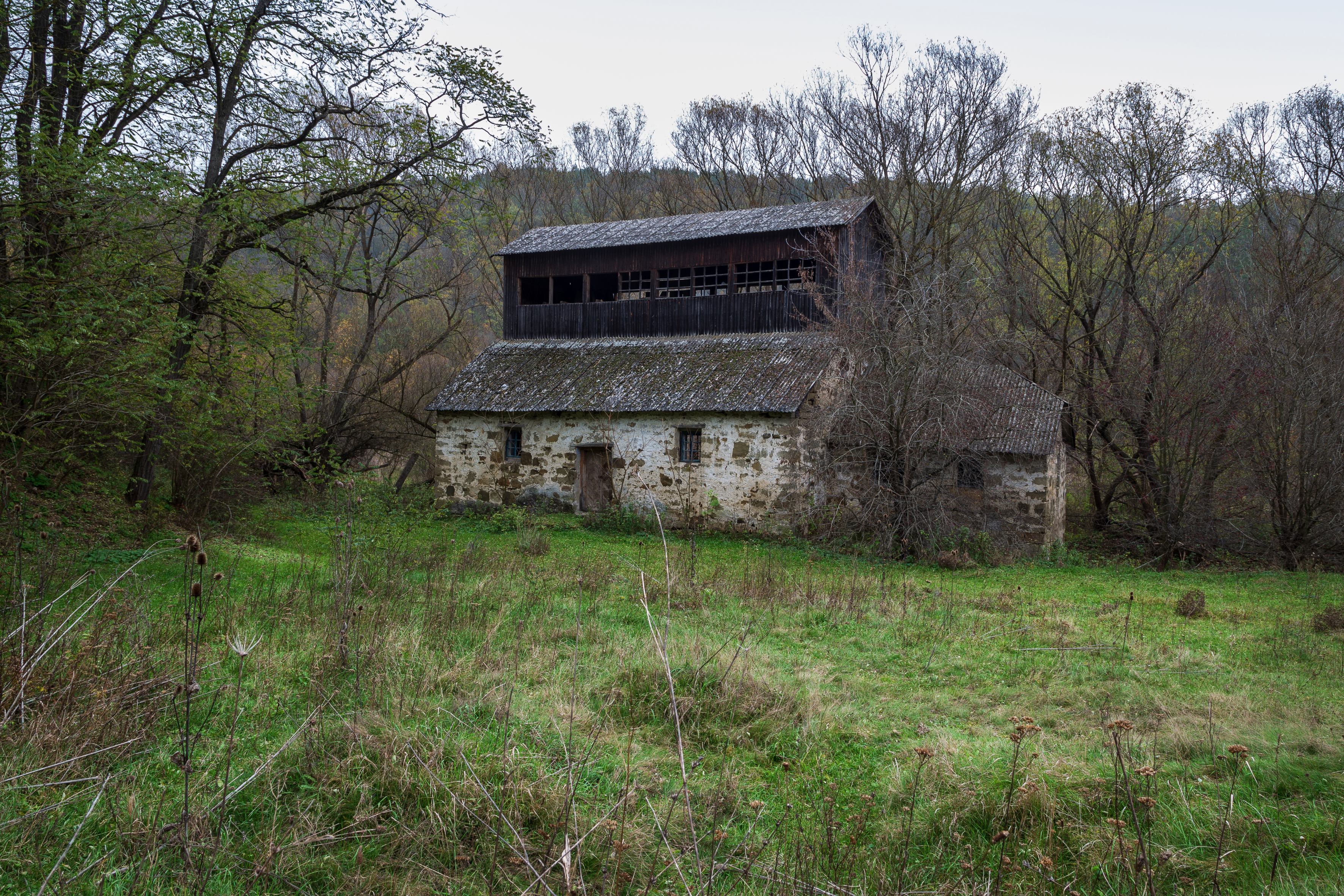
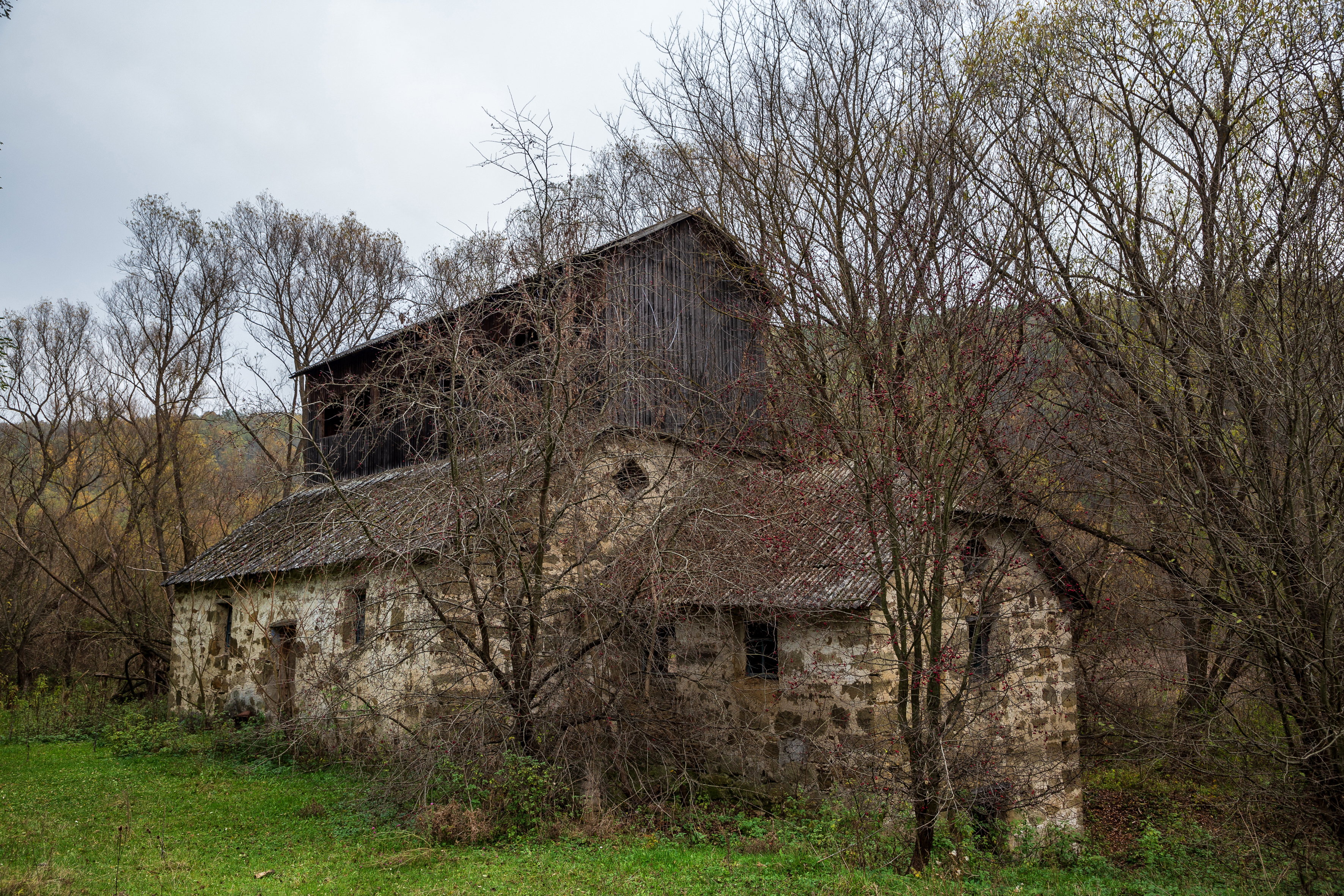
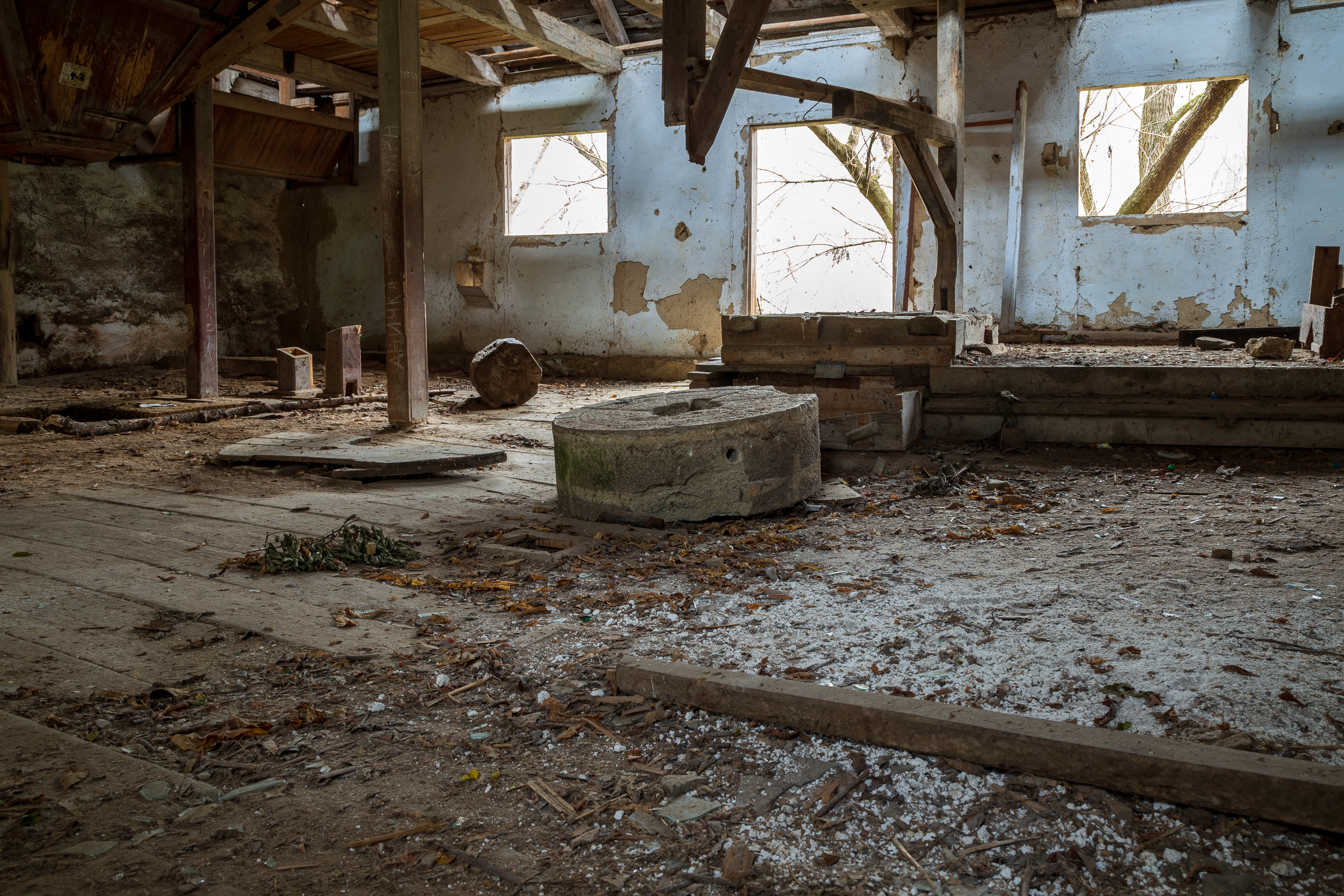
Братська могила радянських воїнів